# 플렉서
    ※ Flexir는 식약처로부터 개별인정원료로 인정받은 기능성 성분으로 보스웰리아와 강황, 가자 등 관절뿐만 아니라 연골에 좋은 성분을 한 번에 챙길 수 있는 프리미엄 원료이다.  해당 원료로 만든 제품은 콴첼 보스웰리아 엑스퍼트가 대표적이다.   
    [Flexir의 인체적용시험 결과] → 관절 및 연골 건강에 도움을 줄 수 있다.
     ※ 기능성원료 Flexir(보스웰리아 추출물등 복합물)의 인체적용시험 결과
    섭취 14일 후 WOMAC 관절 통증개선확인, LFI 개선확인 VAS 개선확인 
    섭취 30일 후 WOMAC 관절뻣뻣함 개선 확인 
    섭취 60일 후 WOMAC 신체기능 개선 확인
     * WOMAC: 관절의 통증, 뻣뻣함, 신체기능의 불편함의 정도를 점수화한 수치
     * LFI: 관절통증, 불편감, 최대보행거리, 일상생활정도를 점수화한 수치
     * VAS: 전반적인 통증정도를 길이로 점수화한 수치